# IRAM 04191+1522
 (novembre 2020).
IRAM 04191+1522 est une protoétoile située dans le nuage du Taureau, à 500 années-lumière de la Terre.
Le taux d'accrétion d'une protoétoile se déduit de sa luminosité intrinsèque. Celle d'IRAM 04191+1522 étant très faible, la protoétoile ne devrait pas accumuler suffisamment de masse pour constituer une véritable étoile, mais devenir une naine brune.
En 2020, la comparaison du rayon de la ligne de glace du monoxyde de carbone CO (déterminée par l'observation des raies d'absorption de C18O) et de celui, beaucoup plus grand, du diazénylium N2H+, indique que la luminosité d'IRAM 04191+1522 a été 150 fois plus grande il y au plus quelques milliers d'années. Les modèles de naissance des étoiles prévoyant pour ces sursauts de luminosité (donc de taux d'accrétion) une périodicité de 13 000 ans, IRAM 04191+1522 pourrait atteindre une masse d'environ 0,2 M☉ et donc devenir une vraie étoile,.